# Liste der Monuments historiques in Saint-Agathon
Die Liste der Monuments historiques in Saint-Agathon führt die Monuments historiques in der französischen Gemeinde Saint-Agathon auf.

## Liste der Bauwerke
| Bezeichnung           | Beschreibung | Standort | Kennzeichnung | Schutzstatus | Datum | Bild |
| --------------------- | ------------ | -------- | ------------- | ------------ | ----- | ---- |
| Fünf gallische Stelen |              | (Lage)   | PA00089578    | Classé       | 1958  |      |